# Ewald Ammende

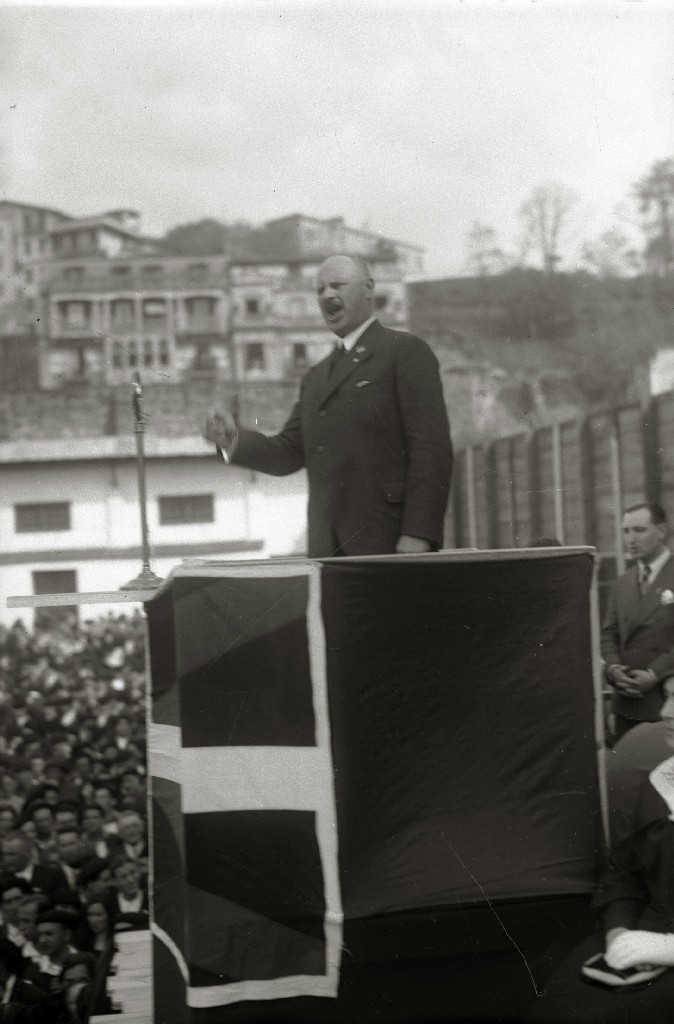
Ewald Ammende

Ewald Ammende (Pernau, 3 de enero de 1893-Pekín, 15 de abril de 1936) fue un periodista, activista de derechos humanos y político estonio de origen alemán báltico. 

## Biografía
Ewald Ammende provenía de una familia mercantil rica e influyente, establecida desde hacía tiempo en Livonia. Después de asistir a la escuela secundaria en Pernau, desde 1910 estudió Comercio en el Politécnico de Riga, Economía en Colonia y Tübingen; y, además, recibió su doctorado en Ciencias Políticas en la Universidad Christian-Albrecht de Kiel. 
Durante la Primera Guerra Mundial, trabajó en el negocio de suministro de alimentos para ciudades del sur de Rusia. Tras la división de la región histórica de Livonia en Estonia y Letonia, Ammende comenzó a hacer campaña por las minorías nacionales en la política internacional. De 1919 a 1922, trabajó como editor y director de publicaciones en el hebdomadario Rigasche Rundschau (Revista de Riga), donde cooperó con el periodista y también alemán báltico Paul Schiemann. 

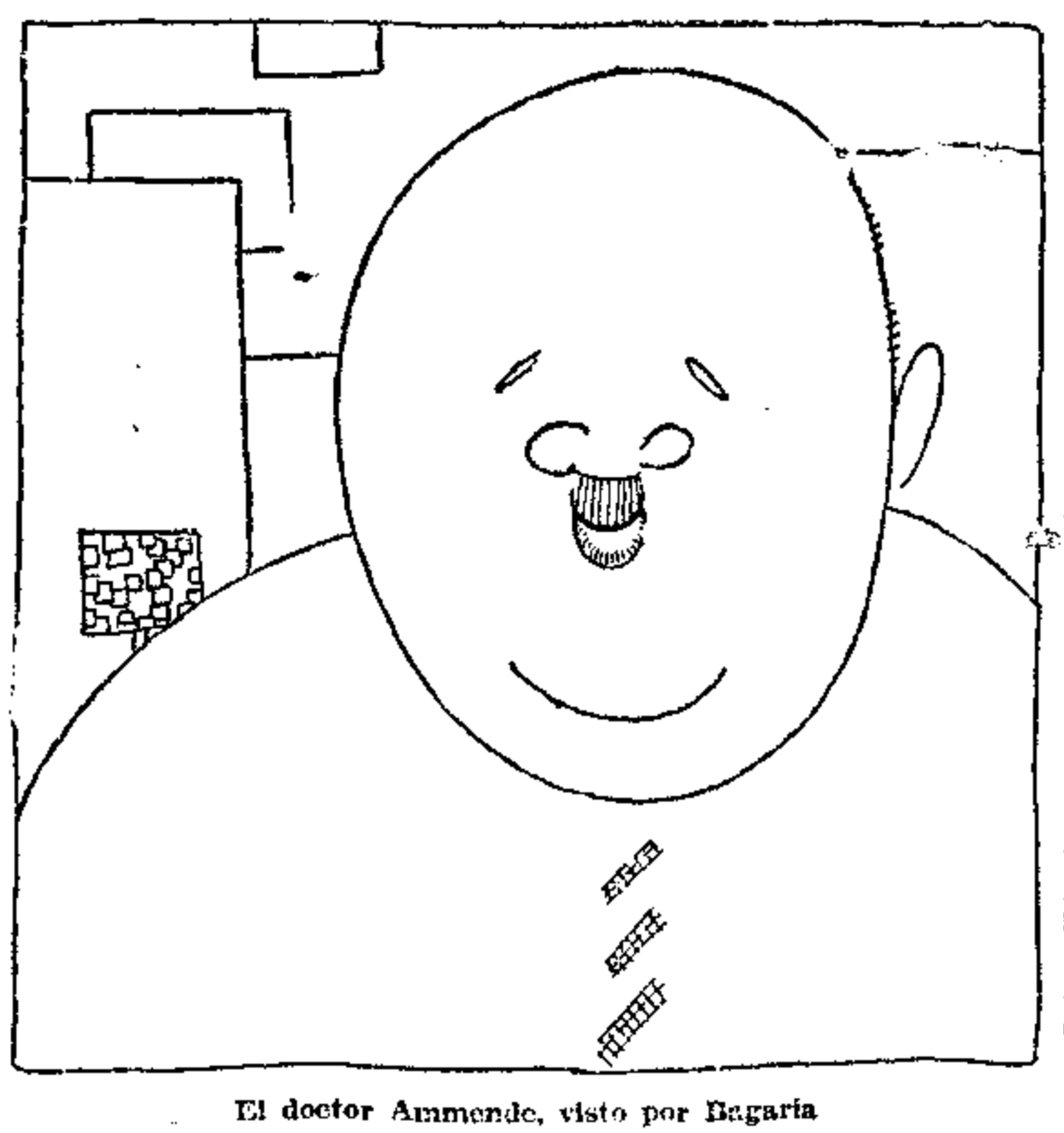
Caricaturizado por Bagaría en El Sol (1929)

Como cofundador de la Asociación de Minorías Alemanas en Europa, Ammende desempeñó un papel clave en la creación en 1925 de la Ley de Autonomía Cultural de las Minorías en Estonia. En el mismo año, representantes de etnias minoritarias de diferentes países lo eligieron secretario general del Congreso de Nacionalidades Europeas (ENK). Se convirtió así en un firme defensor de los derechos de las minorías étnicas y estableció una organización paraguas que representara a las organizaciones de minorías étnicas (no solamente las de los alemanes étnicos). Ammende asumió que la solución de las cuestiones nacionales no sería factible a través del irredentismo y, por lo tanto, buscó un equilibrio entre los intereses de los grupos étnicos y los Estados nación, sobre la base del reconocimiento mutuo. En su función de secretario general, ayudó a las asociaciones judías a presentar en 1933 la petición de Bernheim, que lo desacreditó ante los nacionalsocialistas. 
Debido a diversas acciones de ayuda humanitaria y campañas del ENK, Ammende entró en conflicto con los Gobiernos de los Estados Unidos y la Unión Soviética. Asimismo, como Director honorario de la Organización de Ayuda Interconfesional y Transnacional de su Eminencia Cardenal Arzobispo de Viena, estuvo en contacto cercano con el cardenal Theodor Innitzer, quien lo ayudó a publicar su libro más famoso: Muss Russland hungern? Menschen- und Völkerschicksale in der Sowjetunion (¿Debe morir de hambre Rusia? Destinos de personas y pueblos en la Unión Soviética, Viena, 1935). La palabra «Rusia» en el título del libro, como era común en esos años, se refería a la Unión Soviética en general, aunque el libro cubría principalmente eventos en Ucrania y Kubán (Cáucaso occidental). El libro provocó mucha controversia debido a su descripción contemporánea de la hambruna soviética de 1932-1933 (conocida en Ucrania como Holodomor). Ammende también discutió en su libro la opresión sistemática en Ucrania de varias minorías: polacos, magiares, rumanos, judíos, bielorrusos o alemanes de Crimea. 

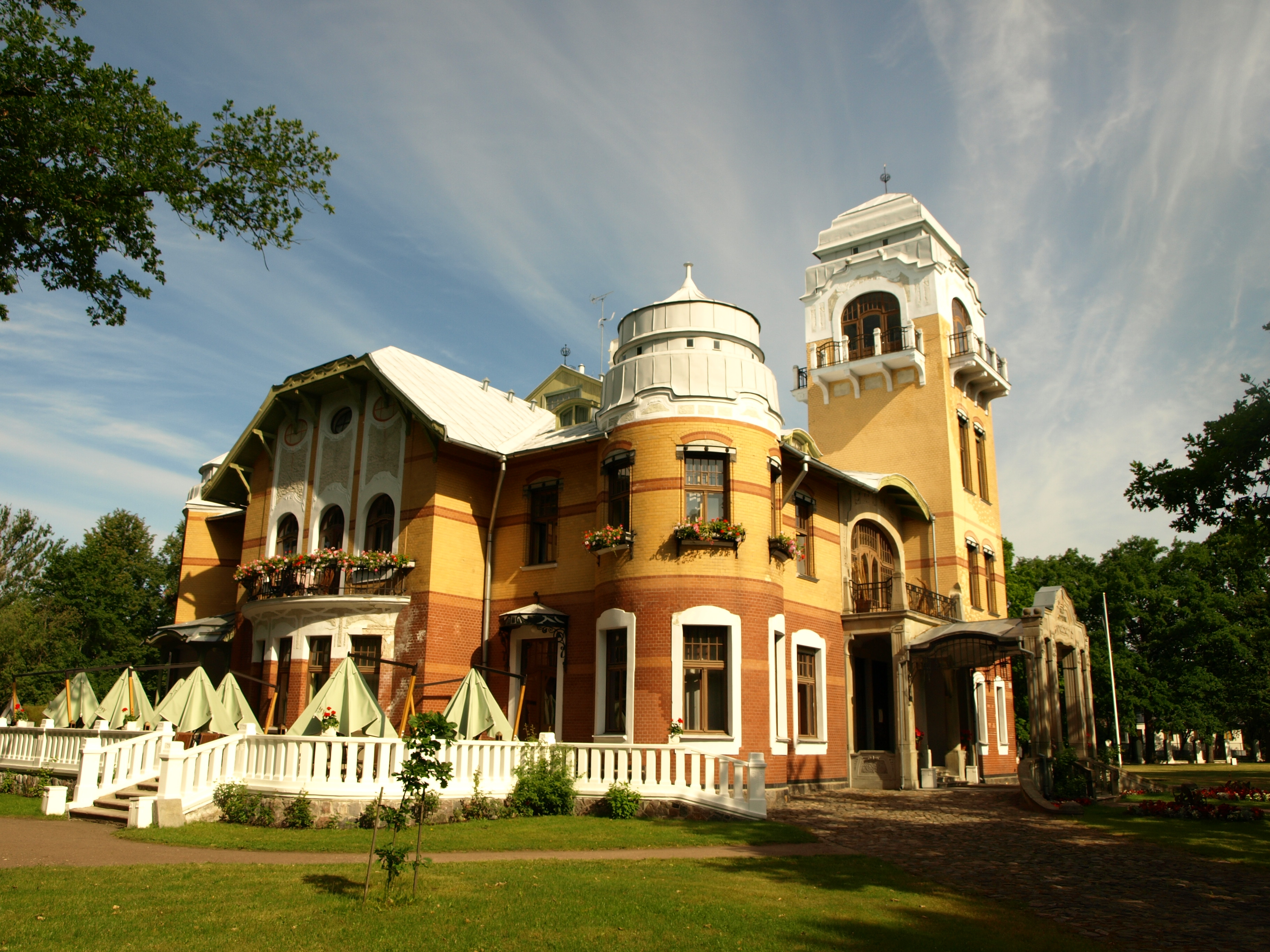
Villa Ammende en Pärnu (Estonia), actualmente un hotel de lujo.

Aunque el rechazo que Ammende profesaba a los nacionalsocialistas ya era conocido en el momento de su publicación, las autoridades soviéticas acusaron al Congreso de Nacionalidades Europeas y al libro de propaganda nazi. Esta representación engañosa se hizo cargo en el período de posguerra, entre otros historiadores de Alemania Oriental, hasta la literatura de investigación moderna. Algunos historiadores llegan a etiquetar toda la campaña internacional del ENK sobre la conciencia de la hambruna como parte de la política anti-Komintern del régimen nazi. Ammende usó en su libro fotos no acreditadas, hechas por el ingeniero químico austríaco Alexander Wienerberger durante su trabajo en Járkov en 1933; estas fotos son actualmente bien conocidas y fueron reimpresas en muchas ocasiones.
Ewald Ammende murió en circunstancias oscuras el 15 de abril de 1936 en Beijing, donde quería reunirse con representantes de las minorías judías de Waldheim (Distrito Nacional Judío en el Lejano Oriente). Solamente está claro que murió en el Hospital Alemán en Beijing. Los obituarios aparecieron en muchos periódicos europeos, en los que los detalles de la causa de la muerte iban desde asesinatos, suicidios, ataques cardíacos, derrames cerebrales y hasta el denominado shock de azúcar —que actualmente se considera una posible razón de su muerte, debido a sus antecedentes familiares relacionados con esta enfermedad—. Después de su fallecimiento, su hermano y mano derecha, Erich Ammende, se hizo cargo de la gestión del ENK como un cargo provisional. No obstante, Erich sobrevivió a su hermano Ewald por solo siete meses, muriendo en Viena.
Recibió sepultura en el cementerio Aleví en Pärnu, Estonia.

## Trabajos seleccionados
- Die Hilfsaktion für Petersburg [La acción de socorro para Petersburgo], Riga, R. Ruetz, 1920.
- Die Agonie einer Weltstadt. Helft Petersburg! [La agonía de una ciudad mundial: ¡ayuda a Petersburgo!], Riga, R. Ruetz, 1920.
- Europa und Sowjet-Rußland [Europa y la Rusia soviética], Berlín, Curtius-Verlag, 1921.
- Die Gefährdung des europäischen Friedens durch die nationale Unduldsamkeit [La amenaza de la paz europea por la intolerancia nacional], Viena, Karl Jaspers, 1927.
- Nationalitäten in den Staaten Europas, [Las nacionalidades en los Estados de Europa], Viena y Leipzig, Wilhelm Braumüller Universitäts-Verlagsbuchhandlung, 1931.
- Muss Russland hungern? Menschen- und Völkerschicksale in der Sowjetunion, Viena, Wilhelm Braumüller Universitäts-Verlagsbuchhandlung, 1935.
- Human life in Russia, Londres, G. Allen & Unwin, 1936.